# Latour-Bas-Elne
Latour-Bas-Elne (în catalană La Torre d'Elna) este o comună în departamentul Pyrénées-Orientales din sudul Franței. În 2009 avea o populație de 2.170 de locuitori.

## Evoluția populației
| An        | 1975 | 1982 | 1990  | 1999  | 2006  | 2009  |
| --------- | ---- | ---- | ----- | ----- | ----- | ----- |
| Populație | 661  | 945  | 1.346 | 1.711 | 2.001 | 2.170 |